# 山田敬治
山田 敬治（やまだ けいじ、1924年〈大正13年〉2月11日 - 1992年〈平成4年〉5月5日）は、日本の政治家。東京都港区長（2期）。

## 来歴
鹿児島県出身。1944年（昭和12年）逓信官吏練習所卒。卒業後は逓信省に入る。
1959年（昭和34年）東京都港区議会議員に初当選。区議を6期務め、副議長を務めた。区議時代の所属は社会党→無所属→自民党。
1985年（昭和60年）港区長川原幸男の死去に伴う区長選挙に立候補し、初当選。1989年（平成元年）に再選。1992年（平成4年）ヨーロッパ視察中のパリで死去した。